# Стефан Рол
Георги Янакиев Динев, по-известен с литературния си псевдоним Стефан Рол (на румънски: Stephan Roll, Gheorghe Dinu, Gheorghi Dinev), е румънски поет, редактор, филмов критик и партизанин.

## Биография
Георги Динев е роден на 5 юни 1904 година в семейство на българи земеделци в леринското село Прекопана, тогава в Османската империя, днес в Гърция. Баща му, Янаки Динев, бяга като комита в Букурещ в 1907 година, е деец на Македонското братство в Румъния , а майка му се казва Параскева. Георги Динев завършва четири класа в българското училище в Букурещ, което посещава от 1911 до 1915 година. Както се вижда от писмата му, Динев трудно пише на румънски и създава собствен правопис на някои думи. От 1915 до 1929 година работи в млекарницата на баща си в Букурещ. Създава връзки с крайно леви фракции, като доказателства за тях датират от края на 1921 година, когато румънската тайна полиция е информирана за възможни връзки на Георги Динев с терориста Макс Голдщайн.
Динев работи като редактор за списание „Интеграл“ от 1925 до 1928 година, където също така прави своя дебют като филмов критик.
От 1928 до 1932 година Стефан Рол е редактор на списание „уну“, а също така пише за списания „Меридиан“ и „Факла“.
Умира в 1974 година.
Видният румънски литературен критик Марин Минку описва Стефан Рол като „най-автентичния авангарден писател на Румъния“, поставяйки го над поети като Мирча Динеску и Ана Бландиана.